# 短翅刺莺
短翅刺莺（学名：Dasyornis broadbenti），是雀形目棕刺莺科的一种鸟类。
短翅刺莺体重约67.9克，翼长约90.8毫米，嘴峰长约21.6毫米，喙宽度约4.6毫米，喙厚度约5.6毫米，跗蹠长约33.5毫米，尾长约120.9毫米。短翅刺莺在其分布区内为留鸟，其栖息在半开放的灌木丛中，食性为杂食性，主要食物来源是陆生无脊椎动物。

## 亚种
- ：分布于维多利亚州奥特威半岛。
- ：分布于南澳大利亚州东南部和维多利亚州西南部。
- ：分布于西澳大利亚州的极西南部，现已灭绝。[4]